# Тадані (заповідне урочище)
Тада́ні — заповідне урочище місцевого значення в Україні. Розташоване в межах Львівського району Львівської області, на південний захід від села Тадані. 
Площа 27 га. Оголошено згідно з рішенням Львівської облради від 9.10.1984 року № 495. Перебуває у віданні ДП «Буський лісгосп» (Таданівське лісництво, кв. 27, вид. 1). 
Статус присвоєно для збереження частини лісового масиву на лівобережжі річки Горпинка (ліва притока Західного Бугу). Зростають цінні високопродуктивні насадження дуба звичайного як генетичного резервату.